# Fioul lourd
Pour les articles homonymes, voir Fuel.
Ne doit pas être confondu avec Fioul.
Les fiouls lourds (abrégés en FOL, ou HFO, de l'anglais heavy fuel-oil) ou mazouts lourds sont des combustibles à haute viscosité. Ce sont un mélange complexes d'hydrocarbures pétroliers : produits intermédiaires de distillats et de résidus de distillation en raffinerie ou d'une unité de craquage.
Le mazout lourd mis sur le marché comme « carburant final » est habituellement un mélange de mazouts lourds et d’hydrocarbures de meilleure qualité employés comme diluants. Ils contiennent des hydrocarbures aromatiques, des aliphatiques et des cycloalcanes, dont le nombre de carbones varie entre C7 et C50 et dont le point d'ébullition est compris entre 121 °C et 600 °C. À noter que le mot « fioul » ne devrait pas être utilisé pour les fractions lourdes de la distillation du pétrole, car le fioul domestique est très proche du gazole.

## Utilisations
Ils sont souvent utilisés par les gros moteurs Diesel industriels, ou installés à bord de péniches ou navires ou pour alimenter les centrales à flamme.

### Propulsion maritime
Au niveau mondial, la limite maximum de teneur en soufre du fioul lourd utilisé pour la propulsion des navires civils était de 4,5 % massique avant le 1er janvier 2012. Elle a été abaissée à 3,5 % à cette date. 
L’Organisation maritime internationale a adopté le 27 octobre 2016 la date du 1er janvier 2020 pour la généralisation du seuil maximal de soufre à 0,5 %,,.
De manière plus localisée, des zones d’émission contrôlée ont été créées à l’intérieur desquelles les utilisations des combustibles sont beaucoup plus contraignantes. En Europe, on trouve la zone mer du Nord / Manche.
La limite maximum de teneur en soufre du fioul y est de 0,1 % massique depuis le 1er janvier 2012.
Les marines de guerre de l'OTAN s’imposent un taux de soufre de 0,1 % depuis environ 1980.

## Origines, fabrication
Ils sont issus des coupes lourdes de la distillation du pétrole brut ; s'ensuit une phase de distillation sous vide, une phase de viscoréduction et une phase de mélange et d'apports d'additifs.

## Description
Ce sont des carburants de qualité médiocre, contenant toujours des impuretés plus ou moins nocives au bon fonctionnement des moteurs et générateur de suies :
- eau, en quantité assez élevée, ce qui nuit à l'auto-allumage des moteurs Diesel ;
- boues, ce qui affecte la qualité de la combustion et peut être dangereux pour les pompes d'injection ;
- soufre, dont la forte teneur provoque la corrosion des parois de la chambre de combustion et des soupapes d'échappement, et une pollution acide de l'air et de l'environnement.

Par ailleurs, la grande viscosité rend l'injection à température ambiante impossible et nécessite un traitement avant utilisation.

### Traitement avant utilisation
Pour ces raisons, plusieurs traitements sont nécessaires avant d'introduire des fiouls lourds dans un moteur :
- décantation permettant d'éliminer la boue et l'eau par gravité ;
- réchauffage (jusqu'à 90 °C) pour faciliter la centrifugation ;
- centrifugation afin d'éliminer la plupart des impuretés solides et l'eau, complétée par une
- filtration, par des filtres du type duplex ;
- réchauffage final (piloté par un contrôleur de viscosité) afin d'obtenir la viscosité nécessaire pour l'injection.

## Classification

### Canada
Ces produits sont au Canada classés dans la  « Liste intérieure des substances » (LIS) comme « substances présentent le plus fort risque d'exposition ou un risque d'exposition intermédiaire pour la population canadienne et que leur risque pour la santé humaine est élevé ».

### Europe
La chimie distingue cinq types de mazouts lourds :
- CAS 64741-75-9 : résidus de pétrole issus de l'hydrocraquage[7] ;
- CAS 68783-08-4 : gazoles atmosphériques lourds (pétrole)[7] ;
- CAS 70592-76-6 : distillats intermédiaires sous vide (pétrole)[7] ;
- CAS 70592-77-7 : distillats légers sous vide (pétrole)[7] ;
- CAS 70592-78-8 : distillats sous vide (pétrole)[7].